# Бернес, Марк Наумович
Марк Нау́мович Берне́с (при рождении — Мена́хем-Ман Не́ухович Не́йман; 26 сентября [9 октября] 1911, Нежин, Черниговская губерния — 16 августа 1969, Москва) — советский актёр кино и дубляжа, эстрадный певец. Народный артист РСФСР (1965). Лауреат Сталинской премии первой степени (1951). Один из наиболее любимых артистов советской эстрады 1950-х — 1960-х годов, выдающийся русский шансонье. Во многом благодаря Бернесу сложился золотой фонд советской песенной классики.

## Биография
Родился 26 сентября (9 октября) 1911 года в Нежине Черниговской губернии в еврейской семье. Его отец,  старобыховский мещанин Могилёвской губернии Не́ух Шму́йлович (Наум Самойлович) Не́йман (1877—1948), был служащим в артели по сбору утильсырья; мать Фрума-Махля Липовна (Фаня Филипповна) Вишневская (1886—1962) — домохозяйкой; родители заключили брак в Нежине 15 октября 1910 года. Там же, в Нежине, в 1913 году родилась его младшая сестра Либа. В 1917 году, когда Марку было пять лет, семья переехала в Харьков, где проживала на улице Карповской, 32, неподалёку от железнодорожного вокзала.
По окончании семилетней школы, с 1928 года, «начал свою самостоятельную жизнь с расклейки театральных афиш». Работал и зазывалой — «живой афишей». Начал посещать занятия в театральном техникуме, одновременно поступил статистом в харьковский театр «Муссури» (Бернес ошибочно называет его «Миссури»). Там же, заменив заболевшего артиста, сыграл свою первую роль и удостоился похвалы знаменитого режиссёра Николая Синельникова. К этому периоду относится появление его сценического псевдонима — Бернес. В 1929 году 17-летний Марк приехал в Москву, где стал работать статистом в нескольких театрах, в том числе Малом и Большом. В 1930—1933 годах в Московском драматическом театре играл небольшие роли, впоследствии считал своим учителем артиста Николая Радина.
С 1935 года снимался в кино. После эпизодических ролей («Заключённые», 1936 и «Шахтёры», 1937) последовали заметные работы в фильмах «Человек с ружьём» (1938), «Истребители» (1939), «Большая жизнь» (1939). Игра актёра отличалась обаянием и мягким юмором. Большую популярность Марку Бернесу принесли роли в лентах о Великой Отечественной войне. В фильме «Два бойца» он с поразительной задушевностью и простотой спел песню «Тёмная ночь» (музыка Никиты Богословского, слова Владимира Агатова), а также стилизованную «под одесские песни» «Шаланды». Песни Богословского из фильмов («Любимый город», «Спят курганы тёмные», «Шаланды, полные кефали», знаменитая «Тёмная ночь») в исполнении Бернеса зазвучали по радио, были записаны на пластинки. Сотрудничество актёра и композитора продолжалось до 1956 года.

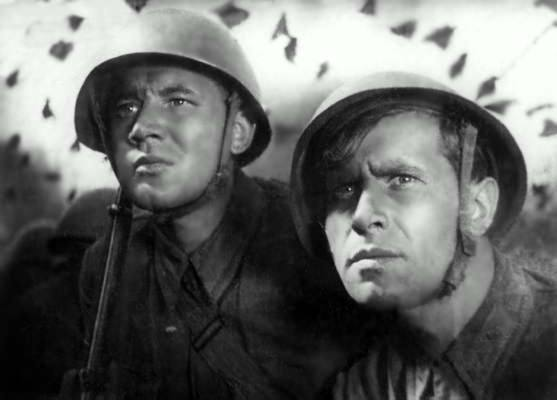
Кадр из фильма «Два бойца» (1943)

Первый публичный концерт Марка Бернеса как певца состоялся в Свердловске в Доме офицеров 30 декабря 1943 года, после чего последовало концертное турне по Уралу. В Москве он начал выступать как исполнитель песен с конца 1940-х годов, сперва на вечерах в Домах творческих союзов. По радио в передаче «Клуб весёлых артистов» от лица своего персонажа шофёра Минутки («Великий перелом», 1945) исполнял «Песенку фронтового шофёра» («Путь-дорожка фронтовая») Мокроусова, «В жизни так случается» Соловьёва-Седого и др. Продолжая сниматься в кино, Бернес всё больше внимания уделял эстраде, которая давала широкий простор для реализации его творческих замыслов. Он стал активно работать над созданием собственного репертуара. Предъявляя высокие требования и к музыке, и к стихам, артист долго и придирчиво работал с поэтами и композиторами. Из 82 песен репертуара Бернеса более 40 создано по его заказу или при его непосредственном участии.
В 1950-е — 1960-е годы Марк Бернес создал в кино сложные характеры людей с нелёгкой судьбой — таких, как Умара Магомет («Далеко от Москвы»), Чубук («Школа мужества»), Родионов («Они были первыми»), Огонёк («Ночной патруль»). Член КПСС с 1953 года.
«Моё твёрдое убеждение – свой репертуар (или хотя бы часть его) артист должен ковать сам, чтобы он точно ложился на его сердце, на его чувство».

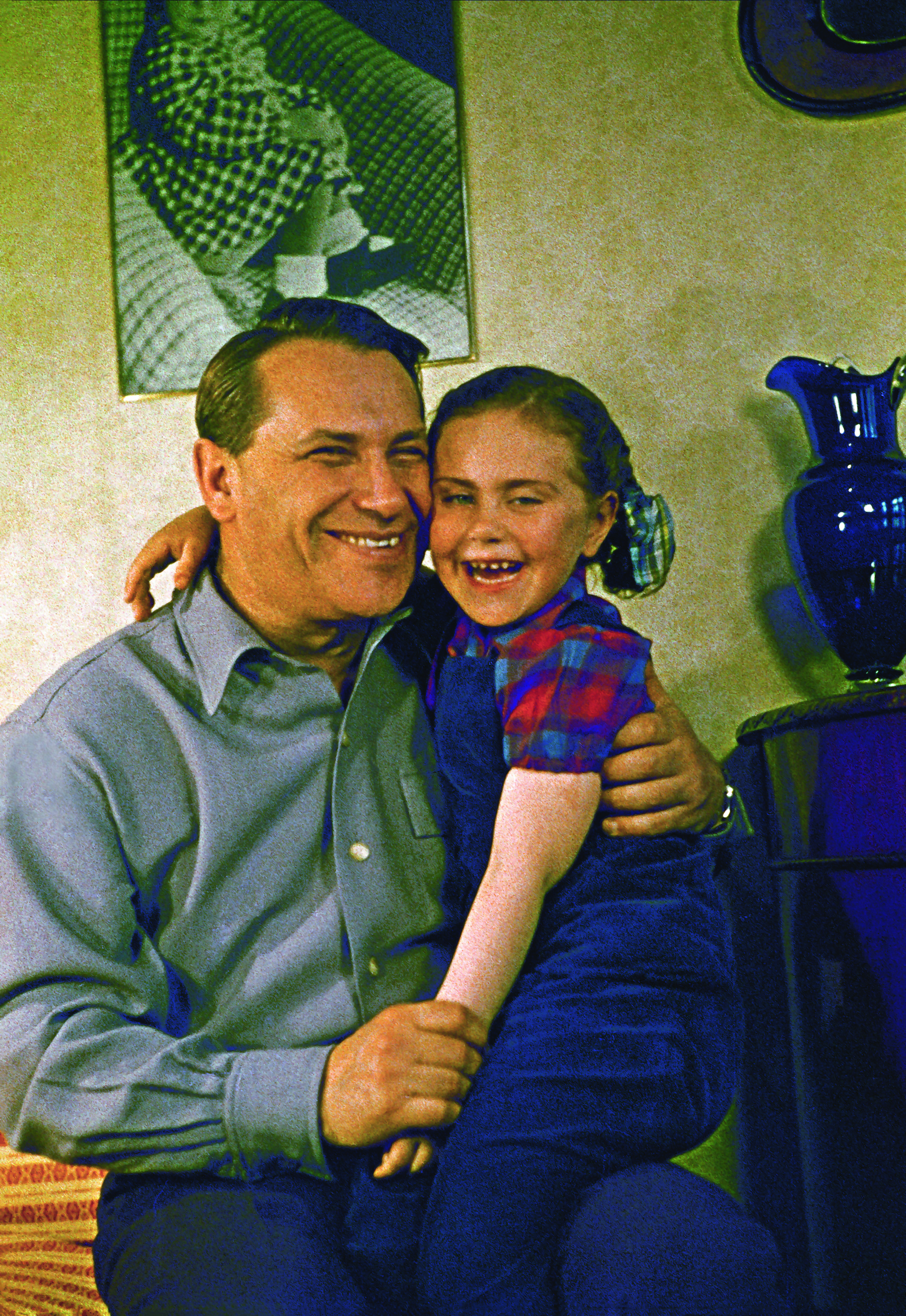
Артист Марк Бернес у себя дома с дочерью Наташей. 1957 год.

В этот период песенный репертуар Бернеса пополнился такими произведениями, как «Москвичи» (Андрей Эшпай — Евгений Винокуров), «Если бы парни всей земли» (Василий Соловьёв-Седой — Евгений Долматовский), «Я люблю тебя, жизнь» (Эдуард Колмановский — Константин Ваншенкин).
17 сентября 1958 года одновременно две центральные газеты начали травлю Бернеса. В «Правде» Георгий Свиридов в статье «Искоренять пошлость в музыке» подверг артиста несправедливым и тенденциозным нападкам. В «Комсомольской правде» в фельетоне Александра Суконцева и Ильи Шатуновского «Звезда на „Волге“» рядовое нарушение Бернесом правил дорожного движения в максимально мрачных тонах подавалось как «поведение, недостойное советского артиста». Следствием этих и нескольких последующих публикаций стало фактическое отлучение Бернеса от съёмок и записей на радио и грампластинки. Но с 1960 года голос Бернеса снова зазвучал по радио (заглавная песня популярной воскресной передачи «С добрым утром!» (Оскар Фельцман, стихи Ольги Фадеевой) и на эстраде.
В том же 1960 году на стадионе в Лужниках в программе Московского мюзик-холла Бернес впервые исполнил песню «Враги сожгли родную хату» Матвея Блантера на стихи Михаила Исаковского, написанную за 15 лет до того, в 1945 году, и лишь однажды прозвучавшую тогда по радио (в исполнении Владимира Нечаева). Теперь в лице Бернеса она наконец обрела интерпретатора, сумевшего раскрыть весь её трагический смысл и сделавшего песню широко популярной.
В 1961 году режиссёр Павел Арманд первым нарушил запрет на приглашение актёра в кино, сняв его в небольшой комической роли добродушного пожилого еврея в своём фильме «Чёртова дюжина».
В последующие годы Бернес снова много и успешно работал, гастролировал по стране и за границей — в Польше, Югославии, Чехословакии, Румынии, Болгарии, получая множество восторженных откликов СМИ; выступал на английском телевидении. Появились и новые «бернесовские» песни: «Хотят ли русские войны» (Эдуард Колмановский — Евгений Евтушенко), «Я спешу, извините меня» (Ян Френкель — Константин Ваншенкин), «Я работаю волшебником» (Эдуард Колмановский — Лев Ошанин) и многие другие. В четырёхсерийном фильме «Щит и меч» (1967—1968) за кадром в исполнении Бернеса прозвучала песня «С чего начинается Родина» (Вениамин Баснер — Михаил Матусовский). 8 июля 1969 года артист с одного дубля записал песню «Журавли» Яна Френкеля на стихи Расула Гамзатова в переводе Наума Гребнева. Это была последняя запись Бернеса.

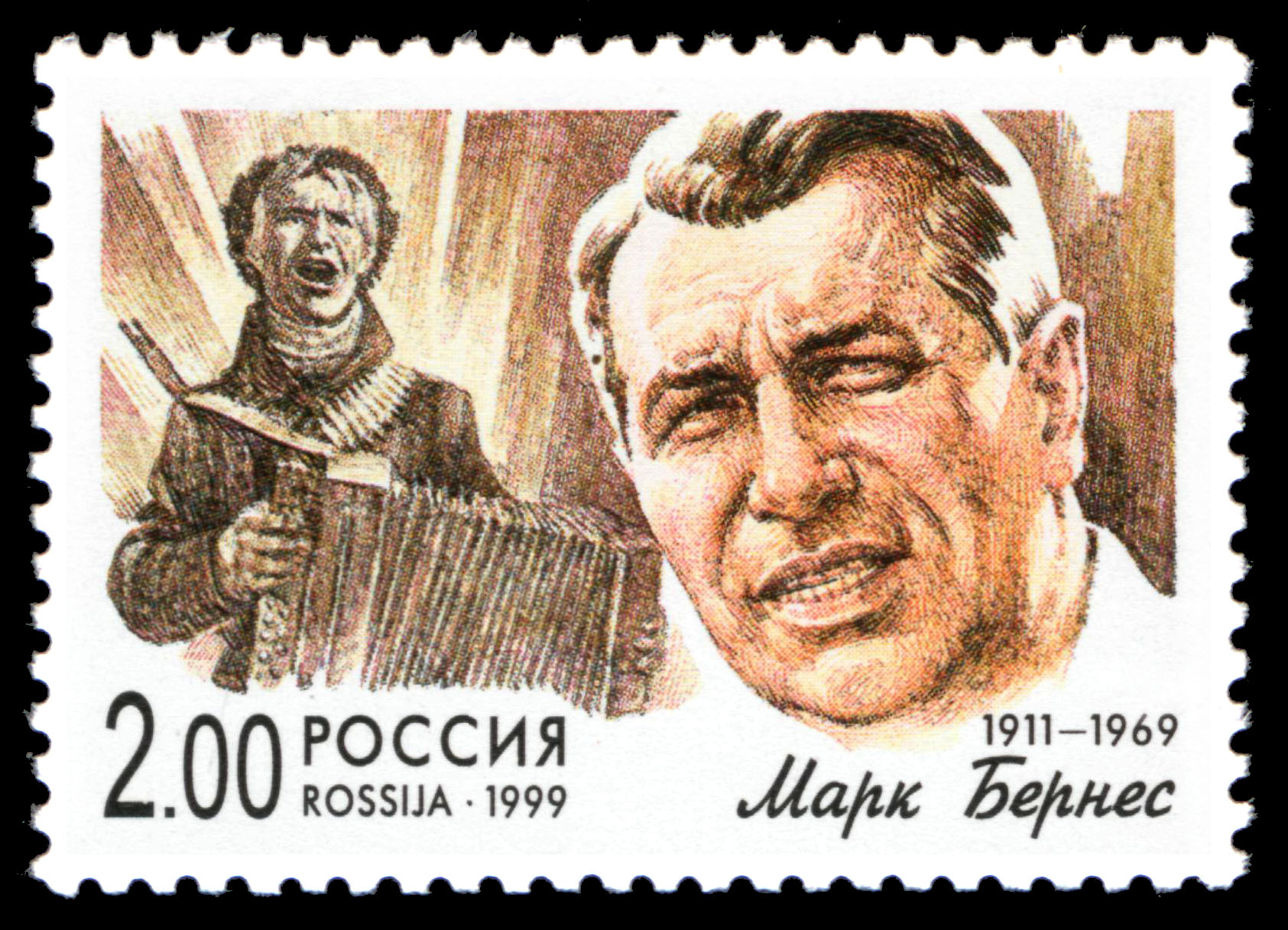
Почтовая марка России из серии «Популярные певцы российской эстрады», посвящённая Марку Бернесу, 1999, 2 рубля (ИТЦ 538, Скотт 6543)

Марк Бернес скончался 16 августа 1969 года, на 58-м году жизни, от рака лёгких. Похоронен на Новодевичьем кладбище Москвы (участок № 7). На похоронах (по его просьбе, высказанной незадолго до смерти) звучали записи песен «Три года ты мне снилась», «Романс Рощина», «Я люблю тебя, жизнь» и «Журавли».

## Семья
- Дед и бабушка (по материнской линии) — нежинский мещанин Липа Беркович Вишневский (1846 — 8 декабря 1911)[23] и Фейга Мановна Вишневская[24].
- Первая жена (с 1932) — Полина (Паола) Семёновна Линецкая (1911—1956).
  - Дочь Наташа (род. 1953) окончила Институт восточных языков при МГУ, проживает в США.
- Вторая жена (с 1960) — Лилия Михайловна Бодрова (1929—2006).
  - Приёмный сын Жан Люсьенович Бодров (род. 1953, правнук военного дирижёра Семёна Чернецкого), окончил операторский факультет ВГИКа, проживает в Москве.

## Творчество

### Фильмография
| Год  |     | Название                                          | Роль                                                                               |
| ---- | --- | ------------------------------------------------- | ---------------------------------------------------------------------------------- |
| 1936 | ф   | Заключённые                                       | эпизод                                                                             |
| 1937 | ф   | Шахтёры                                           | Красовский                                                                         |
| 1938 | ф   | Старая крепость                                   | эпизод                                                                             |
| 1938 | ф   | Человек с ружьём                                  | Костя Жигилёв; песня «Тучи над городом встали»                                     |
| 1939 | ф   | Истребители                                       | Сергей Кожухаров; песня «Любимый город»                                            |
| 1939 | ф   | Большая жизнь                                     | инженер Петухов                                                                    |
| 1940 | ф   | Ветер с востока                                   | озвучание роли Андрея (арт. Е. Курило)                                             |
| 1940 | ф   | Преступление и наказание                          | инспектор                                                                          |
| 1941 | ф   | Последняя очередь                                 | лётчик Феденко; песня «Боевые ястребки» в дуэте с женским голосом                  |
| 1941 | ф   | Стебельков в небесах                              | Стебельков; песня «До свиданья, города и хаты»                                     |
| 1941 | ф   | Валерий Чкалов                                    | комментатор на авиапразднике                                                       |
| 1942 | ф   | Боевой киносборник № 8                            | командир танка (эпизод «Трое в танке»)                                             |
| 1942 | ф   | Боевой киносборник № 9                            | польский рабочий (эпизод «Квартал № 14»)                                           |
| 1942 | ф   | Дорога к звёздам                                  | генерал Кожухаров                                                                  |
| 1943 | ф   | Два бойца                                         | Аркадий Дзюбин; песни «Тёмная ночь», «Шаланды», с Л. Масохой: «Песня о Ленинграде» |
| 1943 | ф   | Diary of a Nazi (Дневник нациста)                 | польский рабочий (эпизод «Квартал № 14» из «Боевого киносборника № 9»)             |
| 1944 | ф   | Большая земля (Примечание)                        | Козырев                                                                            |
| 1945 | ф   | Великий перелом                                   | шофёр Минутка                                                                      |
| 1946 | ф   | Большая жизнь. 2 серия (выход на экраны: 1958)    | инженер Петухов; песни «Наша любовь», «Три года ты мне снилась»                    |
| 1948 | ф   | Третий удар                                       | матрос Чмыга                                                                       |
| 1950 | ф   | Далеко от Москвы                                  | Умара Магомет                                                                      |
| 1950 | ф   | В степи                                           | Емельянов; песня «Дорожная» в дуэте с Борей Елисеевым                              |
| 1951 | ф   | Тарас Шевченко                                    | капитан Косарев; народная песня «Собачка верная моя…»                              |
| 1952 | ф   | Максимка                                          | корабельный врач                                                                   |
| 1953 | ф   | Огни на реке                                      | старший помощник капитана                                                          |
| 1954 | ф   | Школа мужества                                    | Чубук; песня «Разгулялся вольный ветер»                                            |
| 1954 | ф   | Запасной игрок                                    | тренер Лев Коломягин                                                               |
| 1954 | ф   | Море студёное                                     | Окладников                                                                         |
| 1956 | ф   | Они были первыми                                  | Родионов                                                                           |
| 1956 | ф   | Дело № 306                                        | Градов                                                                             |
| 1957 | док | Поёт Ив Монтан                                    | исполнитель песни «Воспоминание об эскадрилье „Нормандия“»                         |
| 1957 | ф   | Ночной патруль                                    | Огонёк; «Песня о Родине»                                                           |
| 1957 | ф   | Цель его жизни                                    | Ануфриев; «Песня пилотов» в дуэте с Всеволодом Сафоновым                           |
| 1957 | ф   | Удивительное воскресенье (V šest ráno na letišti) | командир ТУ-104                                                                    |
| 1959 | ф   | Особый подход (телефильм)                         | Николай Налимов                                                                    |
| 1959 | док | Звёзды встречаются в Москве                       | исполнитель песни в дуэте с Людмилой Гурченко                                      |
| 1961 | ф   | Чёртова дюжина                                    | пассажир                                                                           |
| 1962 | ф   | Шестнадцатая весна                                | чтец от автора и исполнитель песни «Рабочий человек» (за кадром)                   |
| 1963 | ф   | Аппассионата (телефильм)                          | шофёр Гиль                                                                         |
| 1963 | док | Мелодии Дунаевского                               | исполнитель песни «Моя Москва»                                                     |
| 1963 | ф   | Это случилось в милиции                           | полковник Прошин                                                                   |
| 1966 | ф   | Я родом из детства                                | исполнитель песни В. Высоцкого «На братских могилах» (за кадром)                   |
| 1966 | ф   | Сказки русского леса                              | камео                                                                              |
| 1967 | ф   | Женя, Женечка и «катюша»                          | полковник Караваев (роль озвучена Григорием Гаем)                                  |
| 1967 | ф   | Щит и меч                                         | исполнитель песни «С чего начинается Родина» (за кадром)                           |

Примечание: вопреки встречавшейся ранее в Интернете ошибочной информации, Бернес не снимался в фильме «Звонят, откройте дверь» (1966).

### Работа на радио
- 1958 — Паганини (радиоспектакль Николая Реброва) — Паганини[26].

### Песенный репертуар
- Тучи над городом встали — из кинофильма «Человек с ружьём» (муз. и сл. П. Арманда)
- Любимый город — из кинофильма «Истребители» (муз. Н. Богословского, сл. Е. Долматовского)
- Спят курганы тёмные из кинофильма «Большая жизнь» (муз. Н. Богословского, сл. Б. Ласкина)
- Огонёк (муз. Н. Богословского, Е. Долматовского)
- Письмо в Москву (муз. Н. Богословского, сл. М. Тевелева)
- Боевые ястребки из кинофильма «Последняя очередь» (муз. Н. Богословского, сл. Б. Ласкина)
- До свиданья, города и хаты из кинофильма «Стебельков в небесах» (муз. Г. Лобачёва, сл. М. Исаковского)
- Тёмная ночь из кинофильма «Два бойца» (муз. Н. Богословского, сл. В. Агатова)
- Шаланды, полные кефали из кинофильма «Два бойца» (муз. Н. Богословского, сл. В. Агатова)
- Песня о Ленинграде из кинофильма «Два бойца» (муз. Н. Богословского, сл. М. Голодного)
- Наша любовь из кинофильма «Большая жизнь. 2 серия» (муз. Н. Богословского, сл. В. Агатова)
- Три года ты мне снилась из кинофильма «Большая жизнь. 2 серия» (муз. Н. Богословского, сл. А. Фатьянова)
- В жизни так случается (муз. В. Соловьёва-Седого, сл. Н. Лабковского и Б. Ласкина)
- Песенка фронтового шофёра (муз. Б. Мокроусова, сл. Н. Лабковского и Б. Ласкина)
- Полевая почта (муз. Ю. Левитина, сл. Н. Лабковского)

- Морская песенка (муз. Н. Богословского, сл. В. Дыховичного и М. Слободского)
- Далеко от дома (муз. Ю. Левитина, сл. Н. Лабковского)
- В дальнем рейсе (муз. Ю. Левитина, сл. Н. Лабковского)
- Дорожная из кинофильма «В степи» (муз. А. Лепина, сл. А. Галича)
- Собачка верная моя из кинофильма «Тарас Шевченко» (русская народная песня терских казаков)
- Песенка влюблённого шофёра (муз. Б. Мокроусова, сл. В. Бахнова и Я. Костюковского)
- Разгулялся вольный ветер из кинофильма «Школа мужества» (муз. М. Зива, сл. В. Коростылёва)
- Песня посвящается моя (муз. Б. Мокроусова, сл. Я. Хелемского)
- Дружеский подарок москвича (Привет Бухаресту) (муз. М. Табачникова, сл. Я. Хелемского (рус.) и К. Пастрамэ (румын.))
- Когда поёт далёкий друг (муз. Б. Мокроусова, сл. Я. Хелемского)
- Мы в этом сами виноваты (Мужской разговор) (муз. Н. Богословского, сл. Н. Доризо)
- Почему ж ты мне не встретилась? (Песня (романс) Рощина из кинофильма «Разные судьбы») (муз. Н. Богословского, сл. Н. Доризо)
- Воспоминание об эскадрилье «Нормандия» (муз. М. Фрадкина, Е. Долматовского)
- Песня о Родине из кинофильма «Ночной патруль» (муз. А. Эшпая, сл. Л. Ошанина)
- Песня пилотов из кинофильма «Цель его жизни» (муз. В. Юровского, авт. сл. неизв.)
- Песенка-импровизация из кинофильма «Звёзды встречаются в Москве» (авторы неизвестны)
- Если бы парни всей земли (муз. В. Соловьёва-Седого, Е. Долматовского)
- Вечерняя песня (муз. В. Соловьёва-Седого, сл. А. Чуркина)
- Злата Прага (Песня о Праге) (муз. Гарри Мацоурека[чеш.][27]], сл. Я. Хелемского)
- Москвичи (Серёжка с Малой Бронной) (муз. А. Эшпая, сл. Е. Винокурова)
- Песня туристов (муз. М. Табачникова, сл. Я. Хелемского)
- Я люблю тебя, жизнь (муз. Э. Колмановского, сл. К. Ваншенкина)
- Перекрёсток (муз. Э. Колмановского, сл. Виктора Орлова)
- Старому другу (муз. В. Соловьёва-Седого, сл. М. Матусовского)
- С добрым утром (муз. О. Фельцмана, сл. Ольги Фадеевой)
- Хотят ли русские войны (муз. Э. Колмановского, сл. Е. Евтушенко)
- Течёт река Волга из кинофильма «Течёт Волга» (муз. М. Фрадкина, сл. Л. Ошанина)
- Рабочий человек из кинофильма «Шестнадцатая весна» (муз. Ю. Левитина, сл. М. Матусовского)
- Где же ты, друг (муз. М. Фрадкина, сл. Л. Ошанина)
- Настоящие мужчины (муз. Я. Френкеля, сл. И. Шаферана и М. Владимова)
- Песня о кино (муз. Я. Френкеля, сл. М. Танича)
- Сыновья (муз. О. Фельцмана, сл. В. Сергеева)
- Солдаты (муз. Я. Френкеля, сл. К. Ваншенкина)
- Я спешу, извините меня (муз. Я. Френкеля, сл. К. Ваншенкина)
- Моя Москва (муз. И. Дунаевского, сл. М. Лисянского и С. Аграняна)
- Напиши мне, мама, в Египет (муз. Я. Френкеля, сл. Л. Ошанина)
- Американцы, где ваш президент? (муз. Э. Колмановского, сл. Е. Евтушенко)
- Песенка моего друга (муз. О. Фельцмана, сл. Л. Ошанина)
- Я работаю волшебником (муз. Э. Колмановского, сл. Л. Ошанина)
- Пани Варшава (муз. Э. Колмановского, сл. Я. Хелемского)
- Слушай, Земля (муз. Э. Колмановского, сл. Александра Кравченко)
- Слышишь, я жду, приходи (муз. А. Островского, сл. С. Гребенникова и Н. Добронравова)
- Служи, солдат! (муз. О. Фельцмана, сл. В. Сергеева)
- Воспоминание об Алжире (муз. В. Мурадели, Е. Долматовского)
- Новобранцы (муз. Р. Майорова, сл. Д. Иванова)
- Нелётная погода (муз. Я. Френкеля, сл. К. Ваншенкина)
- Убийцы ходят по земле (муз. Э. Колмановского, сл. Е. Евтушенко)
- Тополя (муз. Я. Френкеля, сл. К. Ваншенкина)
- Гитара (муз. В. Соловьёва-Седого, сл. Андрея Лядова)
- Песня издалека (муз. Виктора Драманта, сл. Владимира Бута)
- Я улыбаюсь тебе (муз. Э. Колмановского, сл. И. Гофф)
- Я не забуду (муз. А. Эшпая, сл. В. Котова и Л. Дербенёва)
- На братских могилах (муз. и сл. В. Высоцкого)
- Холода, холода (муз. и сл. В. Высоцкого)
- Всё ещё впереди (муз. Э. Колмановского, сл. К. Кулиева, пер. Н. Гребнева)
- Враги сожгли родную хату (Прасковья) (муз. М. Блантера, сл. М. Исаковского)
- Красный командир (муз. Б. Терентьева, сл. Марии Швечиковой)
- Когда разлюбишь ты (муз. Э. Колмановского, сл. И. Гофф)
- Последний урок (муз. Я. Френкеля, сл. В. Лифшица)
- Грустная песенка (муз. Я. Френкеля, сл. М. Светлова)
- Здравствуйте, дети (муз. И. Якушенко, сл. Л. Дербенёва)
- Песня о Белграде (муз. Я. Френкеля, сл. Я. Хелемского)
- А самолёты сами не летают (муз. Я. Френкеля, сл. И. Шаферана)
- С чего начинается Родина из кинофильма «Щит и меч» (муз. В. Баснера, сл. М. Матусовского)
- На площади Красной (муз. Б. Савельева, сл. Л. Дербенёва)
- Огромное небо (муз. О. Фельцмана, сл. Р. Рождественского)
- Журавли (муз. Я. Френкеля, сл. Р. Гамзатова, пер. Н. Гребнева)

#### Издания на CD и DVD
CD

Избранные диски М. Бернеса

- 1995 — Марк Бернес. «Песня посвящается моя» («Мелодия»)
- 1995 — Марк Бернес. «Я люблю тебя, жизнь» («RDM»)
- 1995 — Марк Бернес. «Я люблю тебя, жизнь» («Murzik Records»)
- 1997 — Марк Бернес. «Мужской разговор» («Murzik Records»)
- 1997 — Марк Бернес. «Я работаю волшебником» («Murzik Records»)
- 2000 — Марк Бернес. «Лучшие песни разных лет» («Звёзды отечества», серия «Звёзды, которые не гаснут»)
- 2001 — Марк Бернес. «Огромное небо» («Moroz Records»)
- 2001 — Марк Бернес. «Я улыбаюсь тебе» («Moroz Records»)
- 2001 — Марк Бернес. «Тёмная ночь» («Moroz Records»)
- 2001 — Марк Бернес («Востокхим/Гранд Рекордз», серия «Актёр и песня»)
- 2004 — Марк Бернес («Moroz Records», серия «Великие исполнители России XX века», 2 диска)
- 2005 — Марк Бернес («Moroz Records»/«Квадро-диск», серия «Grand Collection». 26 песен)
- 2006 — Марк Бернес. «Три года ты мне снилась» («Мелодия» MEL CD 40 01094)
- 2006 — Марк Бернес — актёр, певец. «Я люблю тебя, жизнь» (Некоммерческое издание клуба «Співуча родина» и клуба любителей романса при Киевском городском Доме учителя)
- 2008 — Марк Бернес («Moroz Records»/«Квадро-диск», серия «Grand Collection». Переиздание с сокращённой и изменённой программой, 23 песни)
- 2009 — Марк Бернес. «Неизвестный Бернес» («Moroz Records»)
- 2011 — Марк Бернес. «Лучшее» («Топ Саунд»)
- 2014 — Марк Бернес. Диск 1: «Заветный перекрёсток». Диск 2: «В жизни так случается» («Moroz Records», серия «Великие исполнители России». 112-страничный буклет)

Три диска, изданные «Murzik Records» в 1995—1997 годах, включали все известные на тот момент песни Бернеса, представленные, за редкими исключениями, каким-либо одним вариантом записи. При этом качество исходных фонограмм (из Российского государственного архива фонодокументов) во многих случаях было невысоким; кроме того, при мастеринге использовалась методика компрессирования звука и применения эффекта псевдо-стерео. Пять дисков «Moroz Records» (2001 и 2004 годов) были скомпилированы почти исключительно из записей, изданных «Murzik Records». Альбомы «Неизвестный Марк Бернес» (ноябрь 2009) и «Марк Бернес» (серия «Великие исполнители России», октябрь 2014) включают хорошей сохранности дубли фонограмм, в числе которых никогда прежде не публиковавшиеся (из личного архива исполнителя).
DVD
- 2006 — Золотая коллекция ретро. Часть 1 («Bomba Music»)
- 2006 — Золотая коллекция ретро. Часть 2 («Bomba Music»)
- 2006 — Золотая коллекция ретро. Часть 3 («Bomba Music»)
- 2006 — Золотая коллекция ретро. Часть 4 («Bomba Music»)

На этих дисках среди видеосъёмок разных исполнителей представлено и 11 песен в исполнении Марка Бернеса.

## Награды, признание
- Орден «Знак Почёта» (1 февраля 1939) — за исполнение роли Кости Жигилёва в фильме «Человек с ружьём» (1938).
- Орден Красной Звезды (14 апреля 1944) — за фильм «Два бойца» (1943).
- Медаль «За доблестный труд в Великой Отечественной войне 1941—1945 гг.»
- Медаль «В память 800-летия Москвы» (1947)
- Сталинская премия первой степени (1951) — за исполнение роли Умары Магомета в фильме «Далеко от Москвы» (1950)
- Заслуженный артист РСФСР (1956)
- Народный артист РСФСР
  (26 ноября 1965 года) — за заслуги в области советского киноискусства[28]
- Подготовленный Указ Президиума Верховного совета СССР о присвоении звания Народного артиста СССР не был подписан в связи со смертью Бернеса[29].

## Увековечение памяти

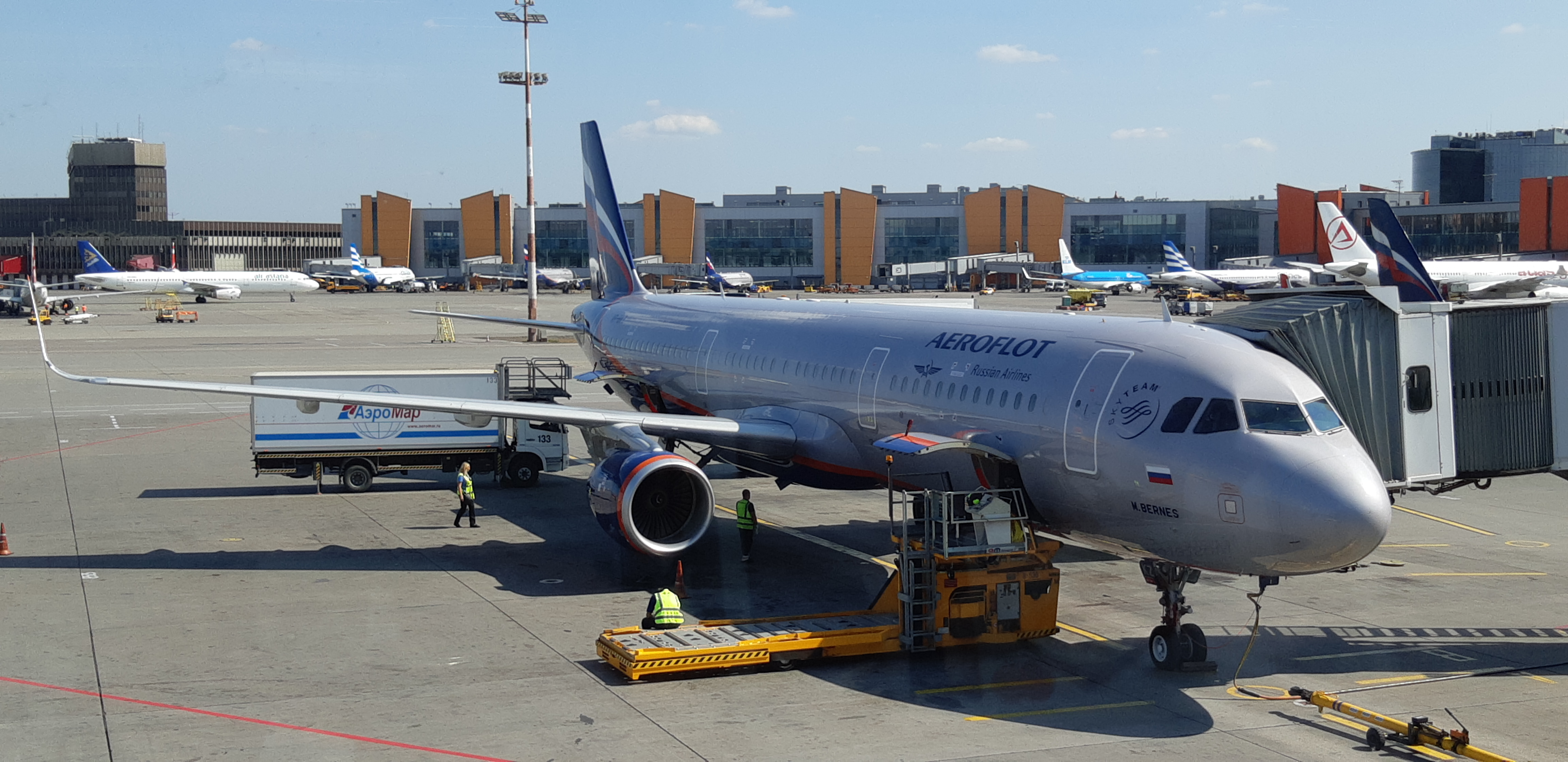
Борт Аэрофлота Airbus A321 VP-BKZ имени Марка Бернеса (2018 год)

- В честь Марка Бернеса названа малая планета (3038) Бернес, открытая астрономом Крымской астрофизической обсерватории Николаем Черных 31 августа 1978 года[30].
- В 1996 году в Москве на доме № 1 по Малой Сухаревской площади[31], где в 1954—1969 годах жил Марк Бернес, установлена мемориальная доска.
- 1 апреля 2002 года в Одессе в саду скульптур Литературного музея (ул. Ланжероновская, 2) открыта скульптурная композиция «Шаланды, полные кефали…» (скульптор Т. Судьина[укр.]), изображающая героев одноимённой песни из кинофильма «Два бойца» — рыбачку Соню и Костю-моряка[32][33].
- 7 октября 2011 года в Нежине в связи со 100-летием со дня рождения Бернеса на доме № 70 по ул. Авдеевской (бывш. Миллионной), где он родился, открыта обновлённая мемориальная доска (с ошибочной датой рождения — 7 октября)[34][35], а 13 октября 2011 года в Театральном сквере — бронзовый памятник (скульпторы Владимир Чепелик и Александр Чепелик, архитектор Владимир Павленко), в основе которого — кадр из кинофильма «Два бойца»: Аркадий Дзюбин сидит с гитарой в руках[35][36].
  - Памятник был украден в ночь на 3 мая 2017 года[37], найден 4 мая 2017[38][39] повреждённым, отбитые куски валялись рядом. 9 октября 2019 года восстановленный памятник был установлен на прежнем месте[40].
- Одна из улиц Краматорска носит имя Марка Бернеса.
- 20 ноября 2015 года на сессии Харьковского городского совета в ходе переименования многих улиц и других объектов города улица Щорса была переименована в честь Марка Бернеса[41].
- 23 марта 2018 года началась эксплуатация нового борта Аэрофлота (лизинг от Aviaam Financial Leasing China), Airbus A321-211 с регистрационным номером VP-BKZ, носящего имя Марка Бернеса. С 17 марта 2022 года регистрационный номер борта был изменён на RA-73161[42].
- В начале августа 2019 года в Харькове в Городском саду имени Шевченко установили скульптуру Марка Бернеса. Авторы: скульптор Катиб Мамедов, архитектор Татьяна Поливанова[43][44].

## Высказывания о Бернесе
Его репертуар безупречен. У него, как ни у кого, было развито чувство отбора. Я даже не верил, что это осуществимо, чтобы он спел мою песню.
— Константин Ваншенкин

Я с Марком Бернесом познакомился, по-моему, в 1936 году, как раз незадолго перед тем, как я полетел в Испанию. Веснушчатый, застенчивый, с чудесной улыбкой, в которой обнажалась вся его душа… А потом началась война. Он был солдатом в душе… Ведь голоса у него большого не было. И он не голосом пел, он сердцем пел.
— Роман Кармен

По-настоящему он пришёл с «Тёмной ночью» на фронте. Это было такое юношеское воспоминание у меня, которое до сих пор очень сильно… Он был человеком определённого поколения. Война очень всколыхнула нас всех, и естественно, что он занимался военной тематикой. Но этим же не ограничивался круг его деятельности и интересов. И, может быть, в этом и прелесть его, что человек для него гораздо шире, чем просто воин, или просто строитель, или просто влюблённый… Как он иногда вынуждал поэта менять стихи. Не потому, что он брал на себя смелость с точностью решать литературные достоинства вещи, нет. Но он старался приблизить их к себе, и если это получалось, то получалась хорошая песня. В каждом стихотворении, в каждой песне должна быть судьба. А иначе всё это пустой номер… Ну, Карузо, наверно лучше пел. Наверно. Ну что ж, у Карузо был свой репертуар, а у Бернеса свой.
— Булат Окуджава

Это был единственный из известных мне исполнителей, который работал и с поэтом, и с композитором. Он не писал стихов и музыки, но тем не менее был в высшей степени профессиональным знатоком песни. … Иногда он приходил и говорил: «Это место надо изменить», делал тончайшие замечания по части инструментовки. Воспринимал и чувствовал он очень точно и тонко.
— Эдуард Колмановский

Успех у Бернеса был ошеломляющим. Если говорить о певцах, то в 50—60-х годах по популярности ему не было равных. Поклонницы даже создали клуб «Ура, Бернес!»
— Леонид Усач

Не знал в работе предела, и этой работе всегда сопутствовал неистовый поиск красоты и углублённости человеческой характеристики.
— Борис Андреев

… удивительное чувство целого, сверхзадачи, что и позволило ему стать не только свидетелем, но и певцом нашей такой славной, трудной и такой поэтической эпохи.
— Сергей Юткевич